# Young and Innocent
Young and Innocent ou The Girl Was Young (br.: Jovem e Inocente) é um filme de suspense britânico de 1937, dirigido por Alfred Hitchcock. O roteiro se baseia no livro de 1936 A Shilling for Candles de Josephine Tey. Destaque para a elaborada cena do salão do Grand Hotel, quando o paradeiro do verdadeiro assassino é revelado.

## Elenco
- Nova Pilbeam...Erica Burgoyne
- Derrick De Marney...Robert Tisdall
- Percy Marmont...Coronel Burgoyne
- Edward Rigby...Velho Will
- Mary Clare...tia de Erica
- John Longden...Inspetor Kent
- George Curzon...Guy
- Basil Radford...tio de Erica
- Pamela Carme...Christine
- George Merritt...Sargento-detetive Miller
- J. H. Roberts
- Jerry Verno...Motorista Lorry
- H. F. Maltby...Sargento da Policia
- John Miller
- Syd Crossley...policial
- Anna Konstam...moça da praia (não creditado)
- Bill Shine...gerente do Tom's Hat (não creditado)
- Beatrice Varley
- Peter Thompson...irmão de Erica Burgoyne (não creditado)

## Sinopse
Christine Clay é uma famosa atriz que sofre com os ciumes de seu ex-marido Guy que a acusa de manter um relacionamento com o jovem escritor Robert Tisdall. Na manhã seguinte, Christine aparece morta na praia e Robert a vê e corre para buscar ajuda. Quando a polícia chega, constata que a mulher fora asfixiada com um cinto achado ao lado do corpo e duas banhistas testemunham que viram Robert fugindo. Robert não aceita e escapa do tribunal, tentando provar que o cinto não era dele. A jovem filha do chefe de Polícia, Erica Burgoyne, acredita na inocência dele e o ajuda a fugir da perseguição policial em seu velho carro Morris, tornando-se suspeita de ser cúmplice de assassinato.

## Aparição de Hitchcock
Como na maioria de seus filmes, Hitchcock faz uma aparição: ele pode ser visto do lado de fora do tribunal segurando uma câmera, aos 14 minutos do filme.